# Povžane
Povžane je naselje v Občini Hrpelje - Kozina.